# Roaix
Roaix – miejscowość i gmina we Francji, w regionie Prowansja-Alpy-Lazurowe Wybrzeże, w departamencie Vaucluse.
Według danych na rok 1990 gminę zamieszkiwało 499 osób, a gęstość zaludnienia wynosiła 86 osób/km² (wśród 963 gmin regionu Prowansja-Alpy-W. Lazurowe Roaix plasuje się na 489. miejscu pod względem liczby ludności, natomiast pod względem powierzchni na miejscu 788.).

## Populacja

Populacja Roaix w latach 1962–2008